# Tractat de Rijswijk
El Tractat de Rijswijk va ser signat el 20 de setembre de 1697 a la ciutat de Rijswijk a les Províncies Unides (avui Països Baixos).
Amb el tractat es va obrir la Pau de Rijswijk, finalitzant amb la guerra de la Gran Aliança, que enfrontava el Regne de França contra la Gran Aliança conformada pel Regne d'Anglaterra, Espanya, el Sacre Imperi Romanogermànic i les Províncies Unides. Una de les conseqüències més importants d'aquesta pau va ser la possibilitat de França d'accedir al tron de la corona espanyola després de la mort de Carles II.

## Antecedents

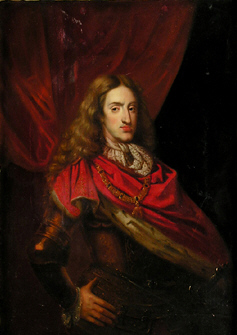
Carles II (1665-1700); la qüestió del seu successor va eclipsar les negociacions.

La guerra dels nou anys havia estat paralitzant econòmicament als seus participants, principalment perquè els exèrcits van augmentar en grandària des d'una mitjana de 25.000 el 1648 a més de 100.000 el 1697. Això era insostenible per a les economies preindustrials; les despeses militars en aquest període van absorbir el 80% dels ingressos del govern anglès, amb un de cada set homes adults que servien a l'exèrcit o la marina, amb unes xifres similars per a altres combatents.
Tots els costats estaven ansiosos per acabar amb la guerra, però trobar una manera de fer-ho va resultar difícil. Lluís XIV va intentar dividir la Gran Aliança persuadint els membres individuals a acceptar una pau per separat, una tàctica que abans havia tingut molt d'èxit. El 1693, diplomàtics francesos van iniciar converses informals amb el Ducat de Savoia i la República Holandesa.
L'agost de 1696, Savoia va abandonar la Gran Aliança i va signar el Tractat de Torí amb França, mentre que la Convenció de Vigevano del 7 d'octubre va declarar una treva general a Itàlia. Lluís va acordar retornar Luxemburg a Espanya i reconèixer a Guillem com a Rei d'Anglaterra, aclarint el camí per finalitzar els termes. Es van celebrar negociacions formals a l'Huis ter Nieuwburg a Ryswick, mitjançades pel diplomàtic i soldat suec Niels Baron de Lilliënrot.
El 1696, va quedar clar que Carles II d'Espanya moriria sense fills mentre que la seva salut estava en decadència terminal. Encara que ja no era el poder mundial dominant, l'imperi espanyol es va mantenir poderós i en gran part intacte, amb territoris a Itàlia, els Països Baixos espanyols, Filipines i grans àrees de les Amèriques. Els reclamants més propers eren de les famílies austríaques d'Habsburg i la de Borbó, fent que la qüestió del successor de Carles fos enormement significativa.
L'emperador Leopold va voler abordar aquest tema en la pau; sense ell, només acceptaria un alto el foc i va convèncer els espanyols perquè el recolzessin. En resposta, Guillem i Lluís van nomenar al Earl of Portland i al Marshal Boufflers com a representants personals; que es van reunir privadament fora de Brussel·les el juny de 1697 i van finalitzar ràpidament els termes, moment en què Espanya també ho va recolzar. No obstant això, amb el tema del successor de Carles sense resoldre, tots els bàndols van acceptar la probabilitat d'una altra guerra i van començar a preparar-se per aquesta fi.

## Provisions
Les negociacions van començar al maig de 1697. Els representants francesos tenien les seves prefectures a La Haia i els aliats a Delft. La conferència ocorre a meitat camí entre ambdues ciutats, al casal Huis Ter Nieuwburg a Rijswijk. En les primeres setmanes no es va arribar cap resultat, per la qual cosa juny els dos protagonistes en la lluita, Guillem III d'Anglaterra i Lluís XIV de França van designar un representant per a reunir-se en privat. Els dos escollits foren Guillem Bentinck, Comte de Portland, i el Mariscal Boufflers. Aviat van elaborar els termes d'un acord, al qual, no obstant això, no consentirien l'Emperador Leopold I i Carles II de Castella.
Més tard Espanya va cedir, i el 20 de setembre el tractat de pau va ser signat entre França i les tres potències, Anglaterra, Espanya i les Províncies Unides. Guillem III llavors va persuadir Leopold I a fer les paus, i un segon tractat entre França i el Sacre Imperi Romanogermànic va ser signat el 30 d'octubre següent.
La base de la pau era que totes les ciutats i districtes capturats des de la pau de Nimega (1678) havien de ser restaurats. Llavors França va lliurar Friburg, Breisach i Philippsburg al Sacre Imperi Romanogermànic, encara que va conservar Estrasburg.
Paral·lelament, França va obtenir la part occidental de l'illa de Santo Domingo (que després es convertiria en Haití), Pondicherry (després de pagar a les Províncies Unides 16.000 pagodes) i Nova Escòcia, mentre que Espanya va recuperar Catalunya i les fortaleses de Mons, Luxemburg i de Kortrijk.
El ducat de Lorena, que per molts anys havia estat en mans de França, va ser restaurat a Leopold Josep, fill de Carles V, Duc de Lorena. Les Províncies Unides conservarien algunes de les principals fortaleses als Països Baixos espanyols, incloent-hi Namur i Ieper. Lluís XIV va acceptar reconèixer Guillem III com a rei d'Anglaterra, i va prometre no donar cap altra ajuda a Jaume II, resignant alhora la seva ingerència en l'electorat de Colònia i també el reclam sobre part de Renània-Palatinat.